# Département de Montecarlo
Le département de Montecarlo est une des 17 subdivisions de la province de Misiones, en Argentine. Son chef-lieu est la ville de Montecarlo.
Le département a une superficie de 1 770 km2. Sa population s'élevait à 34 073 habitants, selon le recensement de 2001. Sa population était estimée à 35 076 habitants par l'INDEC en 2005.
Autre ville : Puerto Piray.